# Hoplias curupira
Hoplias curupira is een straalvinnige vissensoort uit de familie van de forelzalmen (Erythrinidae). De wetenschappelijke naam van de soort is voor het eerst geldig gepubliceerd in 2009 door Oyakawa & Mattox.